# Phanerotoma hapaliae
Phanerotoma hapaliae är en stekelart som beskrevs av De Saeger 1948. Phanerotoma hapaliae ingår i släktet Phanerotoma och familjen bracksteklar. Inga underarter finns listade i Catalogue of Life.